# Antony Silva
Antony Domingo Silva Cano (ur. 27 lutego 1984 w Asunción) – paragwajski piłkarz występujący na pozycji bramkarza w kolumbijskim klubie Independiente Santa Fe oraz w reprezentacji Paragwaju.

## Kariera zawodnicza
Wychowanek Cerro Corá. W 2003 roku przeniósł się do Libertad. W swojej karierze reprezentował również barwy klubów takich jak: General Caballero, 2 de Mayo, Tacuary, Talleres Córdoba, Marília, Rubio Ñú, Deportes Tolima, 3 de Febrero, Independiente Medellín oraz Club Atlético Huracán. Znalazł się w kadrze na Copa América 2016. Posiada także obywatelstwo włoskie.